# D'Anthony Bell
D’Anthony Bell (Covington, 17 ottobre 1996) è un giocatore di football americano statunitense che milita nel ruolo di safety per i Cleveland Browns della National Football League (NFL).

## Carriera

### Cleveland Browns
Dopo non essere stato scelto nel Draft, Bell firmò con I Cleveland Browns il 30 aprile 2022. Al termine del training camp fu annunciato che sarebbe entrato nei 53 uomini del roster per l’inizio della stagione regolare, diventando così il primo giocatore nella storia dei West Florida Argonauts a giocare nella NFL. Nella sua stagione da rookie disputò 16 partite, di cui 2 come titolare, facendo registrare 14 tackle.
Il 17 dicembre 2023 Bell mise a segno un intercetto ai danni del quarterback Justin Fields su un passaggio della disperazione nei secondi finali nella end zone, assicurando ai Browns la vittoria per 20–17 sui Chicago Bears. Il passaggio era stato toccato diverse volte nella end zone, con il pallone che alla fine terminò tra le mani di Darnell Mooney mentre stava cadendo a terra; tuttavia, Mooney non riuscì a trattenere la presa e il pallone gli sfuggì, finendo in mano a Bell. La sua seconda stagione terminò con 28 placcaggi, 2 intercetti, 8 passaggi deviati e un fumble forzato disputando tutte le 17 partite, di cui 4 come titolare